# BMW M1
BMW M1 (codul modelului - E26) este o mașină sport cu motor amplasat central comercializată de producătorul de automobile german BMW din 1978 până în 1981.
Spre sfârșitul anilor '70 producătorul de automobile Lamborghini a ajuns la un acord în privința construirii unei mașini de curse în cantitate suficientă pentru a face posibilă omologarea modelului, însă din cauza unor anumite conflicte BMW era nevoit să-și producă mașina în lipsa unui ajutor extern. Rezultatul a fost vândut publicului din 1978 până în 1981 sub numele de BMW M1.
Este prima mașină BMW cu motor central produsă în masă, urmată mult mai târziu de mașina sport hibrid reîncărcabil i8.

## Prezentare generală

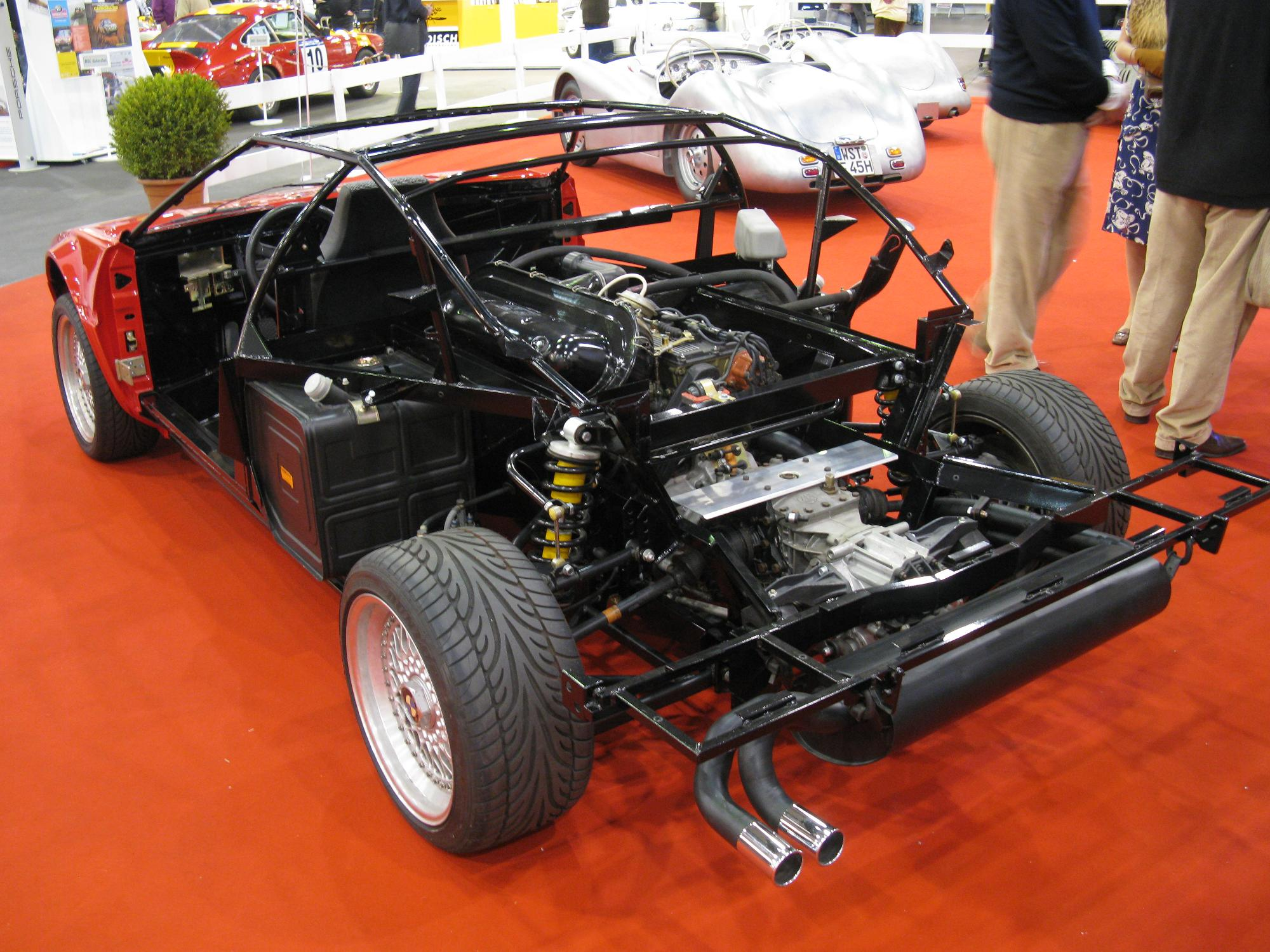
Imagine în care se poate observa construcția de rezistența a vehiculului

### Istoria dezvoltării
Divizia de motorsport a BMW condusă de Jochen Neerpasch dorea să concureze în motorsport cu o mașină dezvoltată special pentru curse competitive, pentru a concura împotriva arhi-inamicului lor, Porsche, în cursele de Grupa a 5-a, așa că dezvoltarea modelului M1 a început. Neerpasch, care era capul programului de dezvoltare a mașinii, dorea să aibă mașina strict un motor amplasat central pentru a-și depăși competitorii.  Din moment ce BMW nu era capabil să construiască 400 de exemplare legale pentru șosele ale mașinii în timpul cerut de reguli, compania a creat un parteneriat cu Lamborghini pentru a crea detalii legate de șasiul mașinii și pentru asamblarea prototipurilor și crearea vehiculelor. Șasiul cu cadru spațial tubular din oțel a fost opera lui Gianpaolo Dallara însă, curând, poziția financiară a Lamborghini și posibilitatea de producere a mașinii de către producătorul italian devenea improbabilă și BMW a reluat controlul asupra proiectului în aprilie 1978, după ce 7 prototipuri au fost construite. Amânarea producției și schimbările în regulamentul Grupei a 5-a a FIA au forțat compania să concureze cu mașina în Grupa a 4-a.
M1 coupe a fost construit manual între '78 și '81 sub divizia de motorsport a BMW, drept un model special de omologare pentru cursele de mașini. Corpul din fibră de sticlă a fost proiectat de Giorgetto Giugiaro, inspirându-se din mașina BMW Turbo din 1972. Din moment ce proiectarea mașinii era în continuare incompletă, un grup format din foști ingineri Lamborghini au format o companie numită Italengineering care se oferea să finalizeze proiectarea mașinii. La mai puțin de 16 kilometri de dealership-ul Lamborghini, proiectarea modelului M1 a fost încheiată.

## Motor și Transmisie

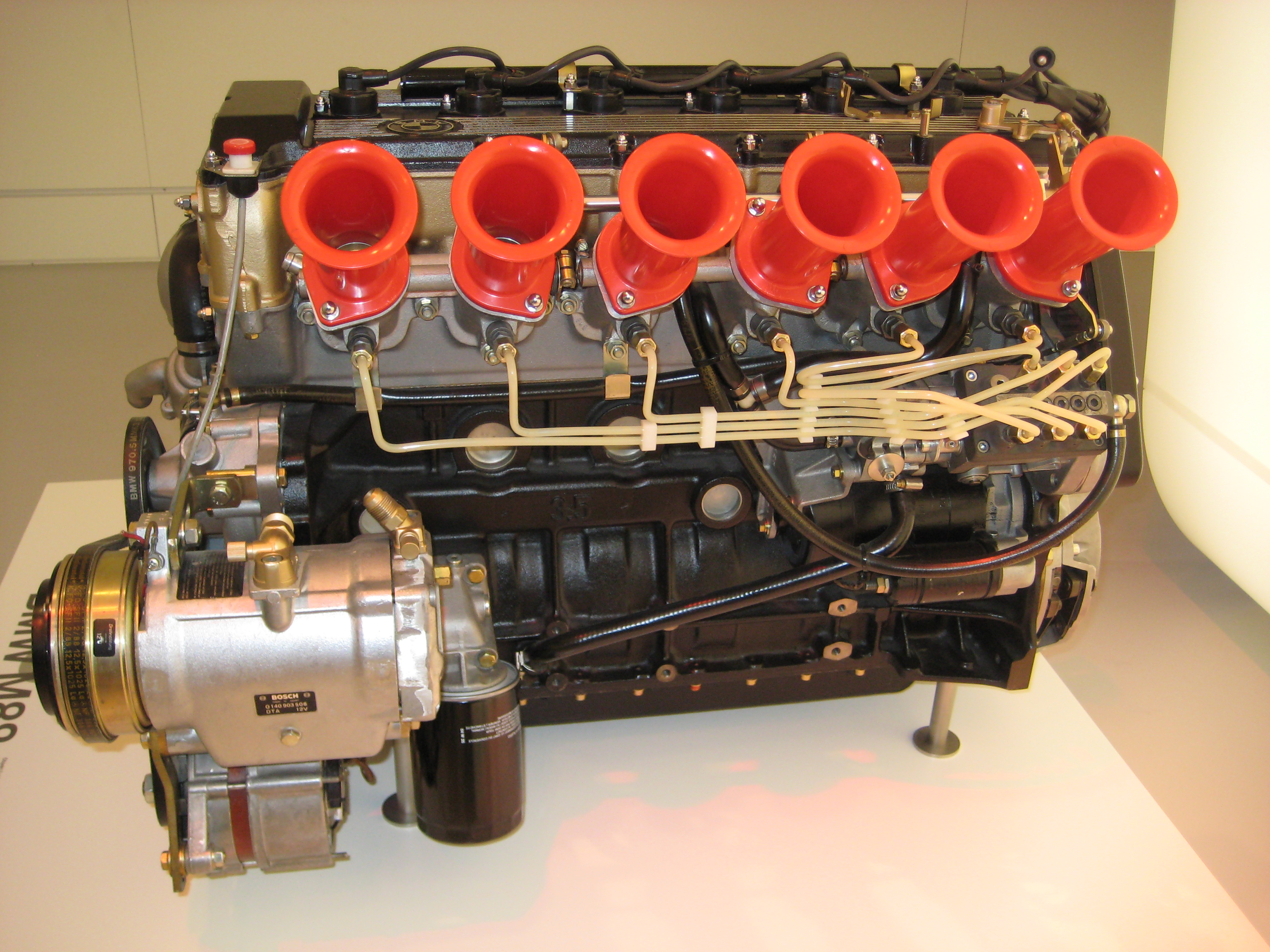
Motorul M88/1 cu 6 cilindri in linie de 3.5 litri.

BMW M1 este prima mașină care să fie dezvoltată numai de divizia M a BMW și cuprinde un motor pe benzină M88/1 cu 6 cilindri în linie de 3.5 litri cu injecție mecanică Kugelfischer-Bosch și un sistem de aprindere Magneti-Marelli. Motorul a fost dezvoltat de Paul Rosche, care este responsabil și pentru motoarele S14 de 4 cilindri în linie și S70/2 cu 12 cilindri în V, respectiv. O versiune a acestui motor a fost folosită mai târziu în versiunea Sud Africană a 745i, dintre care 209 exemplare au fost construite între 1984 și 1986, împreună cu M6/M635CSi E24 și M5 E28. Motorul are 6 clapete de accelerație individuale, came duble, 4 valve per cilindru, și generează în jur de 277PS (204kW; 273cp) la 6,500 de rotații și un cuplu de 330 Newton-metri (244lb⋅ft) în versiunea stradală, oferind mașinii o viteză de vârf de 260 de km/h, sau 162 mph. Motorul a fost conectat la o cutie de viteze manuală cu 5 trepte, produsă de ZF Friedrichshafen, echipată cu un diferențial cu alunecare limitată cu blocare de 40%.

### Direcție, suspensie și frâne
M1 are o casetă de direcție cu pinion și cremalieră neasistată, un sistem de suspensie cu ramificație dublă în formă de iadeș cu arcuri de bobină ajustabile, și amortizoare umplute cu gaz de la Bilstein. Modelul stradal are bucșe braț suspensie mai moi pentru un confort sporit și tractabilitate.
Frânele ventilate ale mașinii măsurau 300 de milimetri în secțiunea frontală și 297 de milimetri în cea posterioară. Erau construite din oțel. M1 avea jante din aliaj speciale Campagnolo  care măsurau 7x16 țoli în față, și 8x16 în spate, echipate cu cauciucuri Pirelli P7 (dispunând de mărimile de 205/55 VR15 în față și 225/50 VR15s în spate).

### Interior

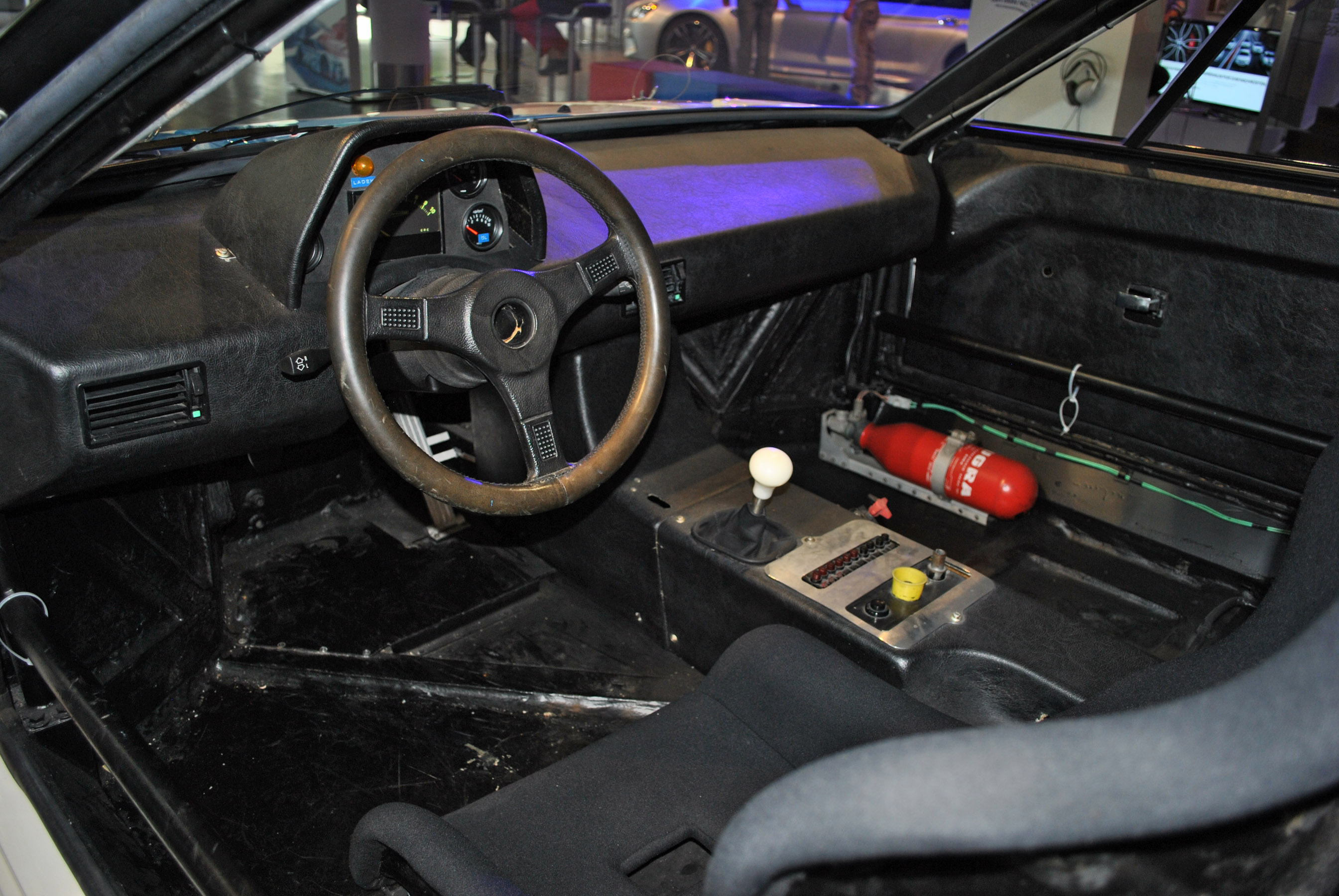
Interior al versiunii M1 Procar condusa de Nelson Piquet.

M1 are un interior format pe jumătate din piele, pe jumătate din pânză. Rădăcinile sale din curse însemnau că mașina avea un interior banal cu multe părți refolosite de la alte modele BMW. Interiorul avea facilități precum: aer condiționat, geamuri electrice și un stereo, însă ducea lipsa scaunelor ajustabile și era oferit numai cu volan pe partea stângă.

### Producție
Corpul din fibră de sticlă al M1 a fost produs de firma italiană Italina Resina, care era localizată în Modena, Italia. Șasiul a fost construit de altă firmă Modeneza, Marchesi. Caroseria mașinii a fost creată de Italdesign la fabrica lor localizată în Turin, Italia, împreună cu interiorul.
Mașinile parțial finalizate au fost apoi livrate producătorului specializat german Baur, unde asamblarea finală avea loc, efectuată manual. Motoarele M88/1 lucrate manual au fost furnizate de BMW München pentru a fi instalate în mașini. Mașinile finalizate au fost mai apoi expediate către BMW Motorsport din München pentru inspecțiile finale și livrare. Numai 453 de mașini au fost construite, făcând acest model unul dintre cele mai rare modele BMW. Din cele 453, 399 erau modele pentru stradă, pe când 53 au fost construite pentru competițiile sportive.

## Premii

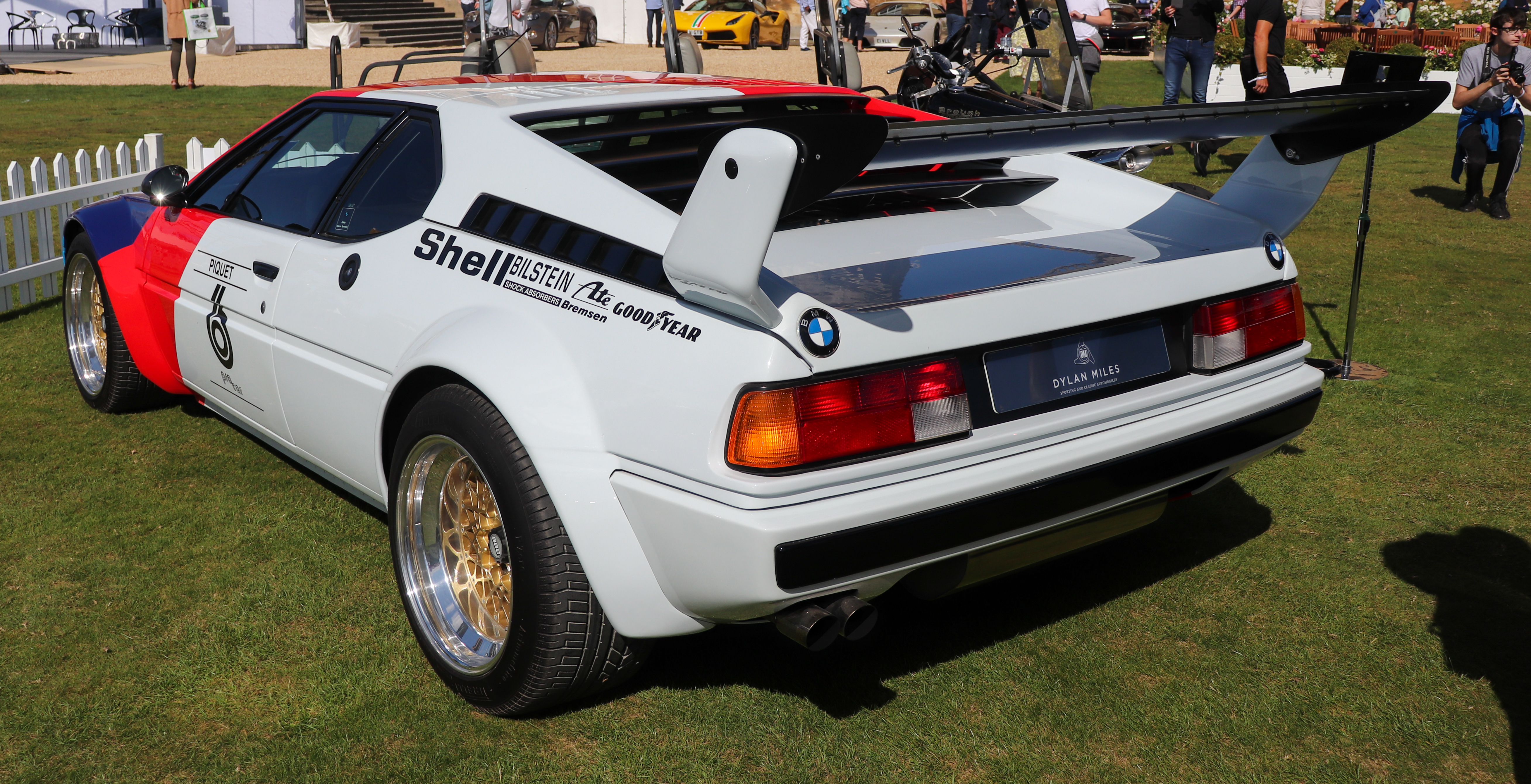
Portiune posterioara a versiunii Procar.

M1 a încasat o varietate de succese în motorsport. În 2004, "Sports Car International" a încadrat mașina în lista lor pentru masinile sport de top ale anilor '70, fiind plasată pe locul 10.

### Mențiune
M1 nu are legătură cu Seria 1 de mașini compact executive care au fost vândute începând din 2004, și nu este înrudit cu Seria 1 M Coupe, care a început producția în 2010, și care este o versiune mai abilă a Seriei 1.

## Motorsport
Articolul principal: Campionatul BMW M1 Procar

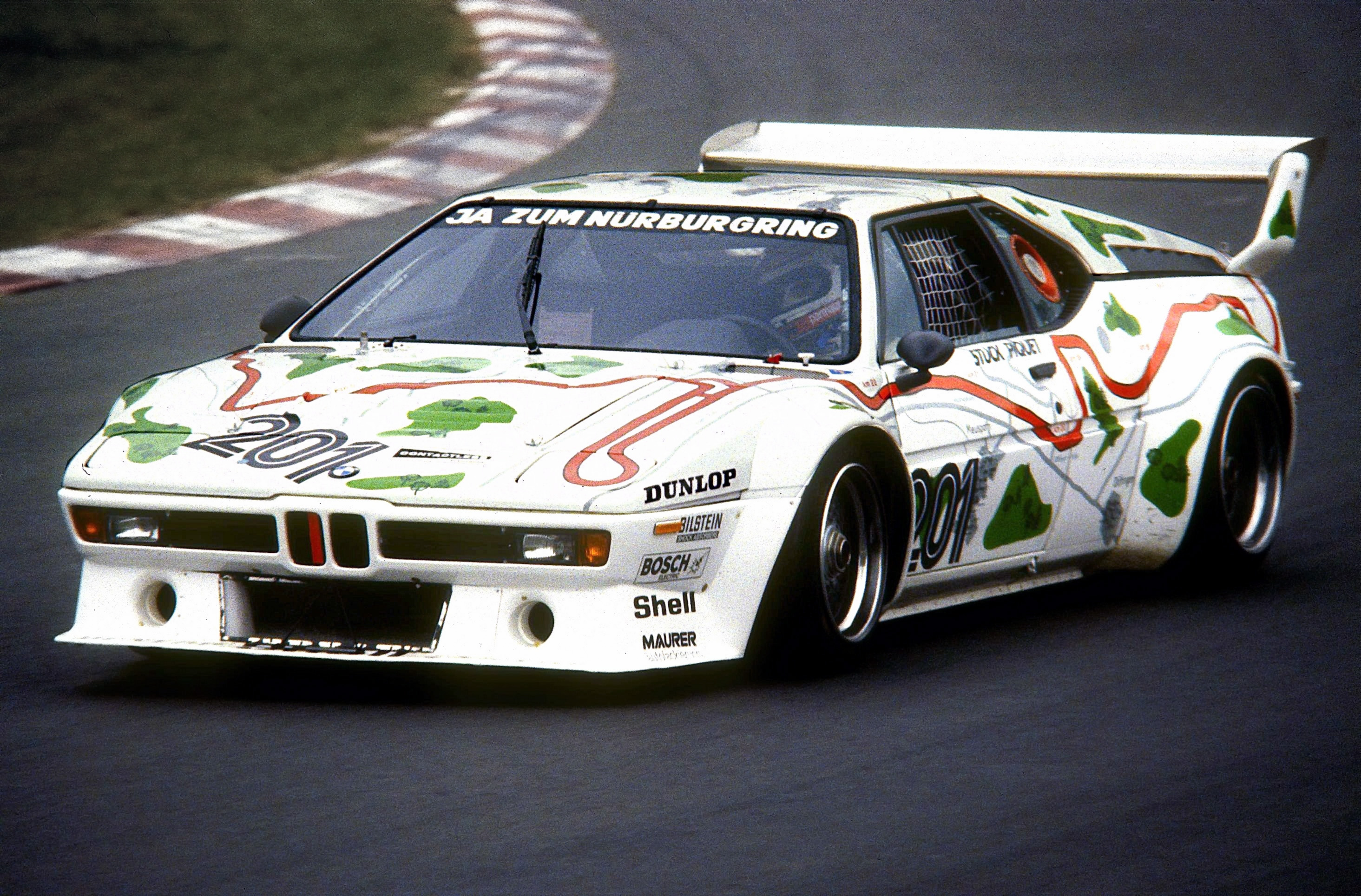
Un BMW M1 Procar condus de Nelson Piquet pe Nurburgring, in 1980.

În 1979, președintele BMW Motorsport, Jochen Neerpasch, a conceput un campionat care utiliza M1-uri modificate pentru curse. Seria a fost creată pentru a ajuta BMW în construcția unui număr îndeajuns de mare de mașini pentru a putea participa în Grupa a 4-a, în Campionatul Mondial al Mărcilor. Noua serie, cunoscută drept "Campionatul BMW M1 Procar", avea rol de serie suport pentru Formula 1, și includea mulți piloți de Formula 1 care conduceau mașini identice.
Seria s-a derulat într-un interval de 2 ani, câștigători fiind Niki Lauda în sezonul din '79 și Nelson Piquet în cel din '80. După ce BMW a atins standardele Grupei a 4-a, Procar-urile au fost utilizate de o varietate de echipe în campionatul mondial și și în alte serii naționale.
M1 a participat și la cele 24 de ore de la Le Mans, din 1981 până în 1986, unde s-a dovedit a fi competitiv. Mașina a fost clasificată ca făcând parte din Grupa B pentru a participa la Le Mans, din moment ce Grupa B era planificată și pentru curse pe asfalt cu GT-uri, însă a fost eclipsată de prototipurile  Grupei C.
Un M1 Procar a fost convertit într-o mașină de Grupa B cu specificare de raliu de BMW Franta pentru sezonul din 1982. Masina a fost, de asemenea, utilizată și în sezonul din 1983 înainte ca ea să fie folosită de firma de curse privată Motul în sezonul din 1984. Sezonul din 1984 s-a dovedit a fi cel mai reușit al mașinii, din moment ce fostul campion ERC Bernard Béguin a câștigat cursă după cursă la Rallye de La Baule și Rallye de Lorraine în acel sezon, și chiar a câștigat un loc pe podiumul ERC la Rally d'Antibes 4 luni mai târziu. Mașina nu a mai participat după 1984.

## Mașini comemorative și succesor spiritual

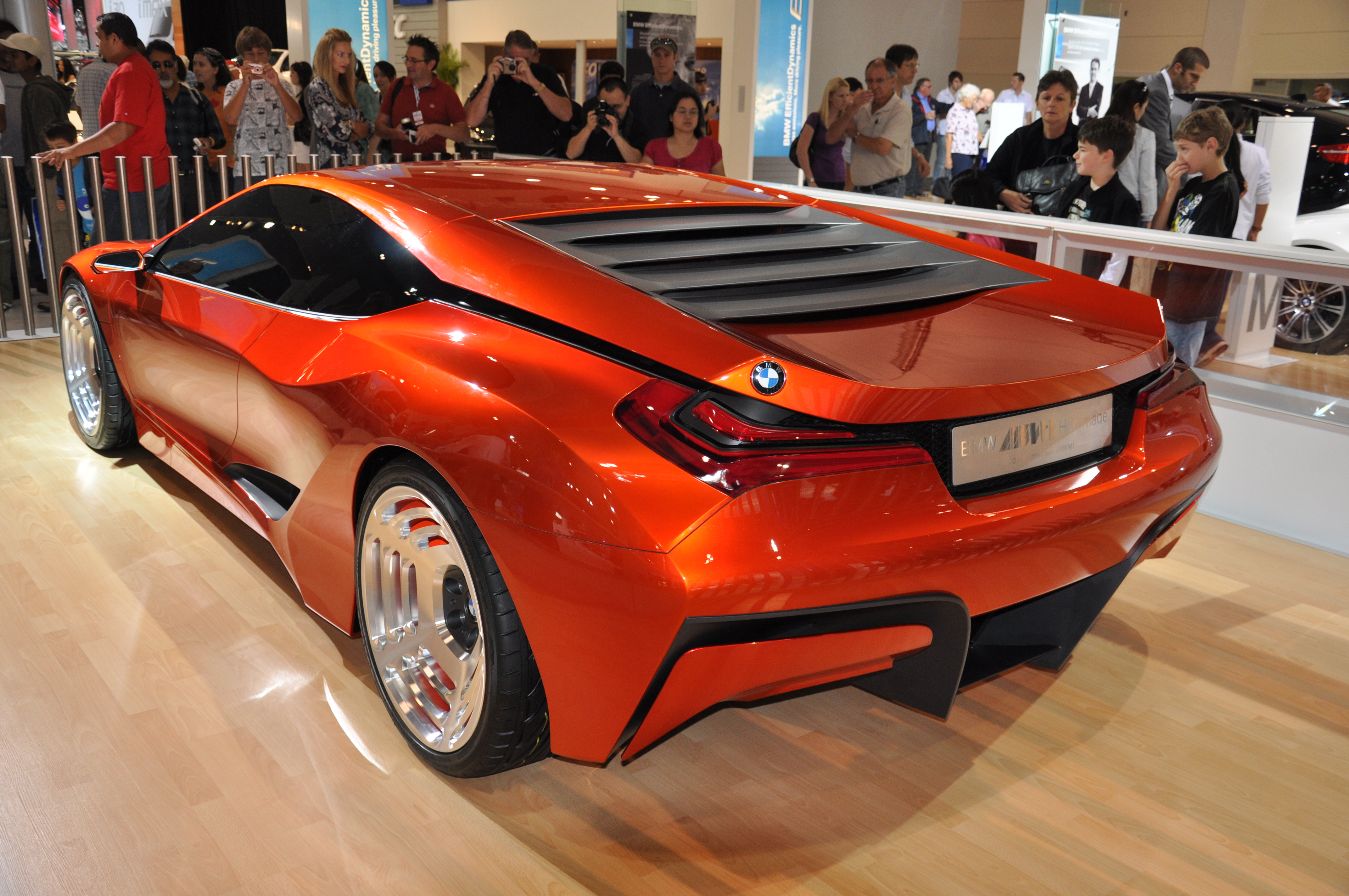
Conceptul M1 Homage

### M1 Homage Concept

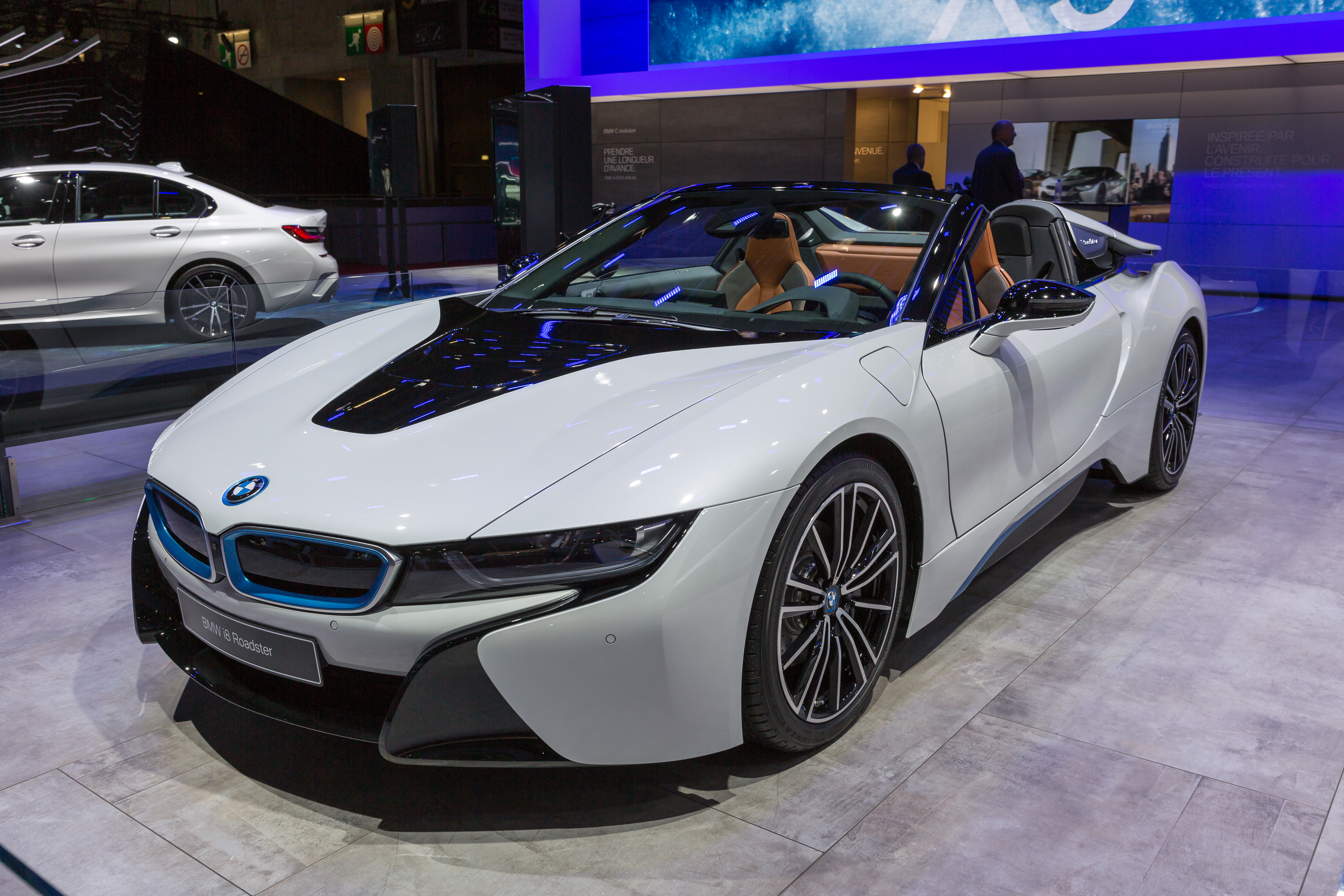
BMW i8 Roadster

În aprilie 2008, BMW a dezvăluit conceptul M1 Homage, pentru a comemora a 30-a aniversarea a mașinii originale. Mașina-concept utilizează un motor central care împrumută indicii și din originalul M1, însă și din conceptul din 1972, BMW Turbo. 

Conceptul M1 Homage a fost pentru prima oară arătat publicului la "Concorso d'Eleganza Villa d'Este" din 2008. Design-ul a fost întocmit de Giorgetto Giugiaro, care a fost inspirat de conceptul BMW Turbo proiectat de Paul Bracq. BMW Turbo cuprindea multe inovații tehnice avansate BMW care au inspirat conceptul M1 din 2008. Porțiunea frontală a mașinii diferă cel mai mult de celelalte părți ale mașinii. Botul are faruri duble care, evident, nu sunt identice cu farurile escamotabile care făceau parte din vehiculul original, însă marca înregistrată a grilei în formă de rinichi este prezentă. M1 Homage încorporează și o siglă pe spatele mașinii ca M1-ul primordial. Nu există fotografii ale interiorului mașinii, sau ale mașinii în acțiune, iar specificațiile nu au fost făcute publice, din moment ce mașina a fost un simplu exercițiu de design.

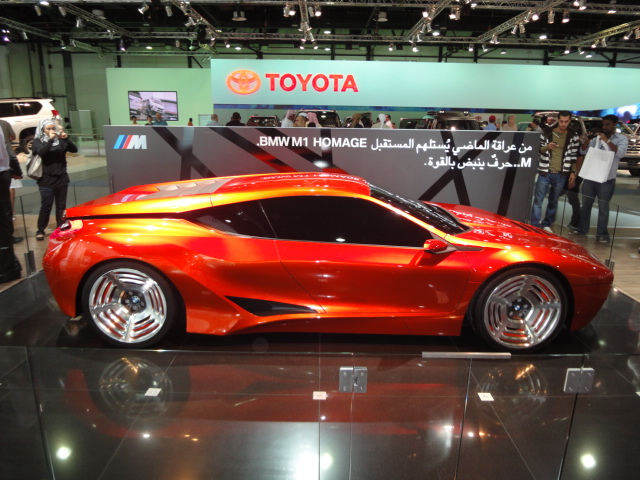
Sectiunea laterala a conceptului M1 Homage

### Conceptul Vision EfficientDynamics și BMW i8
Articolul principal: BMW i8 si conceptul Vision EfficientDynamics

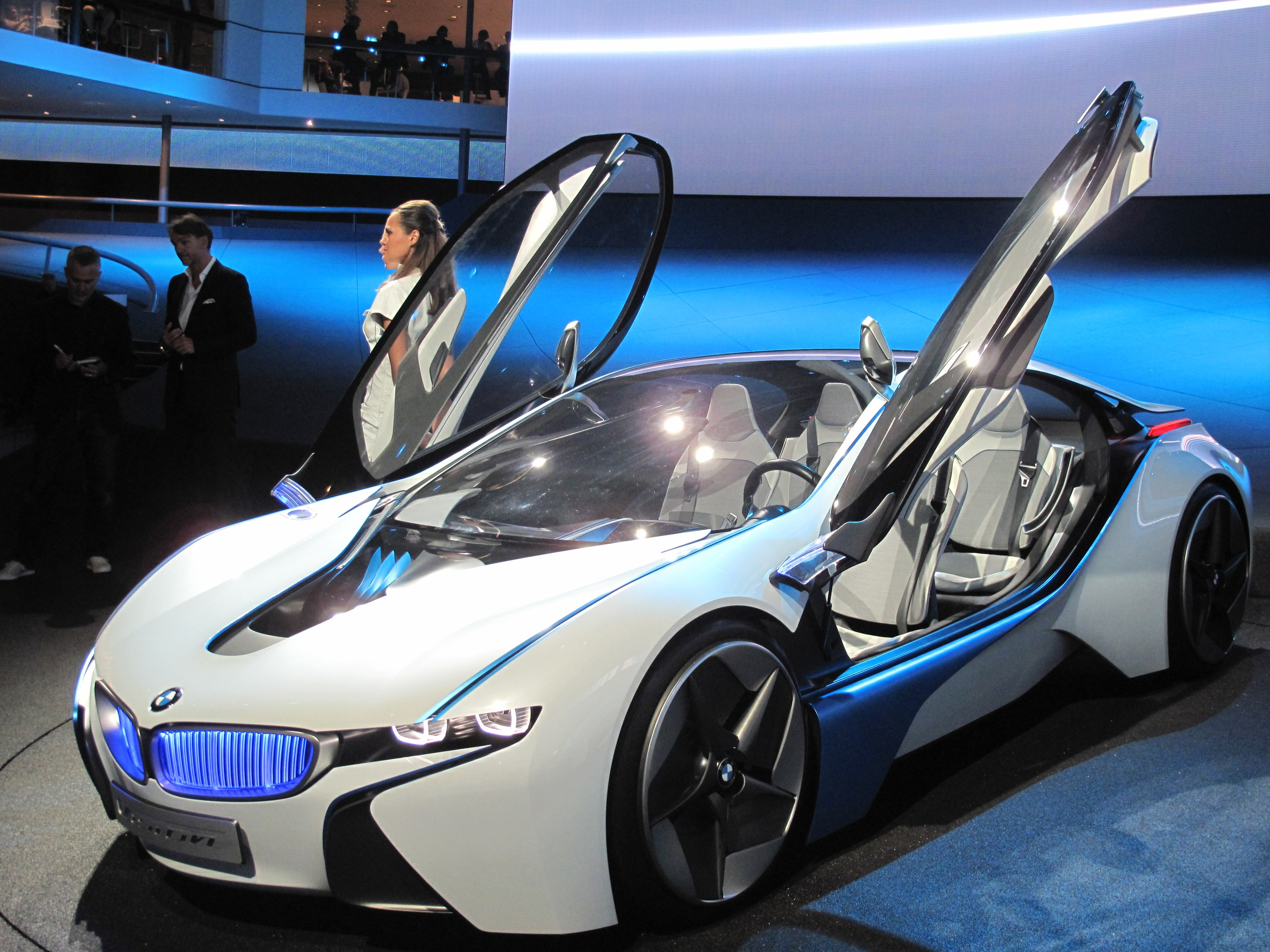
Conceptul Vision EfficientDynamics - Sectiune frontala

După M1, BMW a proiectat câteva mașini-concept cu motor central, dar niciuna dintre ele nu a inspirat producerea unei mașini până în 2013, când conceptul Vision EfficientDynamics a dus la producerea modelului i8. BMW i8 este bazat pe coneptul Vision EfficientDynamics menționat mai sus, care este o mașină electrică cu autonomie autoreîncărcabilă, cu un motor de 3 cilindri în linie turboalimentat pe benzină. Mașina de producție a fost proiectată de Benoit Jacob. Producția de serie pentru clienți a vehiculului a început în aprilie 2014. Este, de asemenea, primul vehicul BMW cu motor central produs în masă de la introducerea modelului M1.

### Conceptul Vision M Next

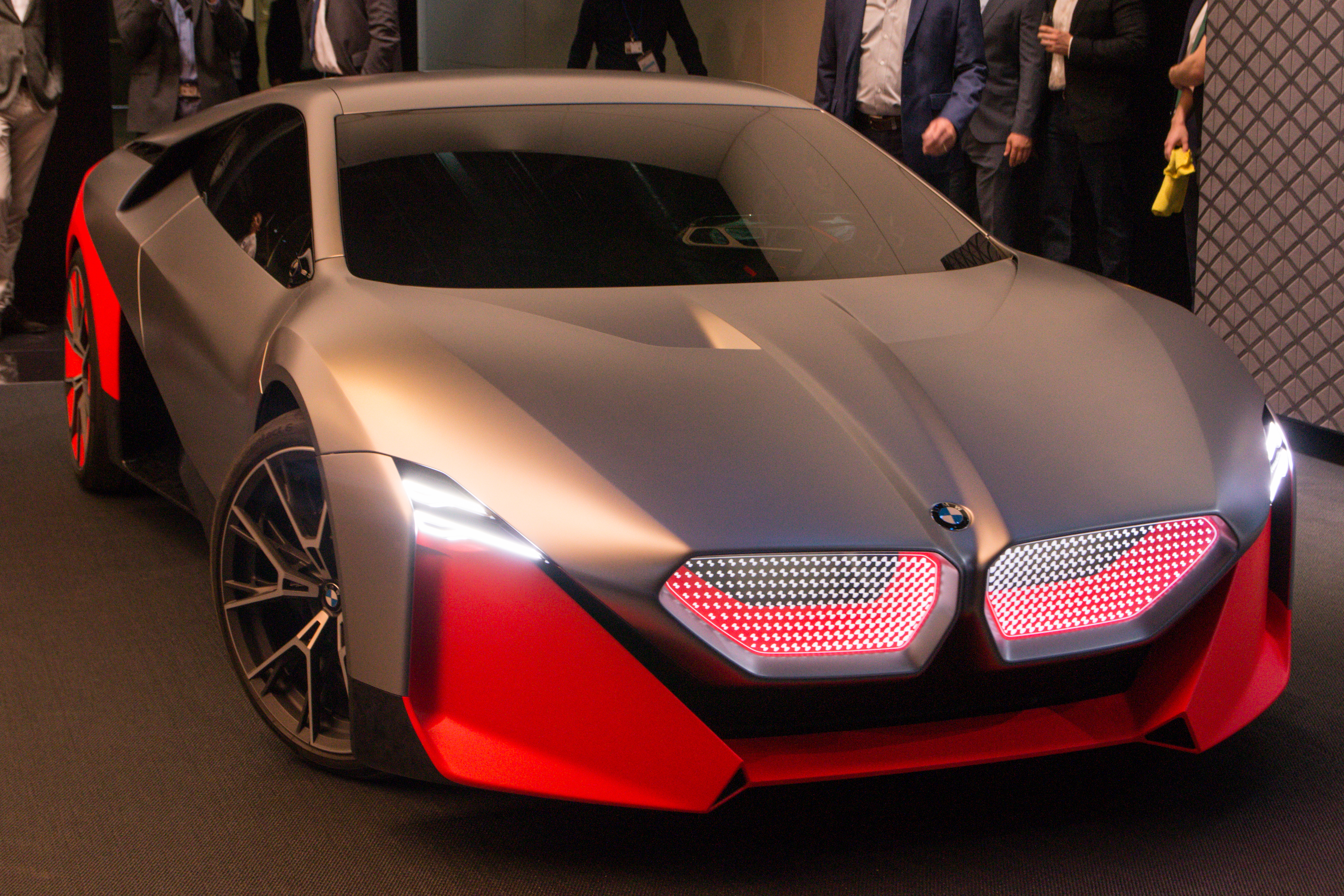
Conceptul Vision M Next, portiune frontala, rotile vireaza catre stanga masinii.

Conceptul Vision M Next este o mașină sport hibrid reîncărcabil care a fost prima dată prezentată în iunie 2019. Design-ul este inspirat parțial de M1, spre exemplu, fantele de pe parbrizul posterior. Este alimentat de un tren de rulare Power PHEV care conferă posibilitatea de a alege între tracțiune integrală sau posterioară, ori cu propulsie complet electrică, ori cu propulsia unui motor turboalimentat cu 4 cilindri în linie. În total, sunt pretinși 441 kW ( 591 cp; 600 PS). De asemenea, este revendicată o accelerație 0-100 de 3 secunde, și o viteză de vârf de 300 de km/h (186 mph). BMW a declarat că autonomia completă în modul integral electric este de 100 de km, sau 62 de mile.